# Hebeclinium atrorubens
Hebeclinium atrorubens é uma espécie de planta do gênero Hebeclinium.